# Chrysopa eximia
Chrysopa eximia är en insektsart som beskrevs av C.-k. Yang et al. 1999. Chrysopa eximia ingår i släktet Chrysopa och familjen guldögonsländor. Inga underarter finns listade i Catalogue of Life.